# مارلون جيمس (كاتب)
مارلون جيمس (بالإنجليزية: Marlon James)‏‏ (1970 في كينغستون - ) روائي، وكاتب من جامايكا.

## الجوائز
- جائزة بوكر الأدبية
- Silver Musgrave Medal ‏[9]
- الجوائز الأميركية للكتاب
- جائزة أنسفيلد - وولف  [لغات أخرى]‏

## روابط خارجية
- مارلون جيمس على موقع مونزينجر (الألمانية)
- مارلون جيمس على موقع ميوزك برينز (الإنجليزية)